# I Remember (deadmau5 e Kaskade)
I Remember è un singolo realizzato dai disc jockey e produttori discografici deadmau5 e Kaskade, con la parte vocale interpretata dalla cantante Haley Gibby; sesto singolo estratto dal terzo album in studio di deadmau5 Random Album Title e dal quinto di Kaskade Strobelite Seduction.

## Tracce
Singolo digitale
1. I Remember (Vocal Mix)
2. I Remember (Instrumental Mix)

EP Digitale
1. I Remember (Radio Edit)
2. I Remember (Vocal Mix)
3. I Remember (Instrumental)
4. I Remember (J Majik & Wickaman Remix)
5. I Remember (J Majik & Wickaman Dub Mix)
6. I Remember (Caspa Remix)
7. I Remember (Caspa Instrumental Remix)

Singolo in vinile
1. I Remember (Vocal Mix)
2. I Remember (Instrumental Mix)

Singolo in CD
1. I Remember (Radio Edit)
2. I Remember (Vocal Mix)
3. I Remember (Instrumental Mix)

Remix contenuto in 5 years of mau5
1. I Remember (Shiba San Remix)

Remix (2023)
1. I Remember (John Summit Remix)